# Salinópolis (kommun)
Salinópolis är en kommun i Brasilien.   Den ligger i delstaten Pará, i den nordöstra delen av landet, 1 700 km norr om huvudstaden Brasília. Antalet invånare är 37 430.
Följande samhällen finns i Salinópolis:
- Salinópolis

I omgivningarna runt Salinópolis växer i huvudsak städsegrön lövskog. Runt Salinópolis är det ganska glesbefolkat, med 31 invånare per kvadratkilometer.